# ジェイン・エア (1996年の映画)
『ジェイン・エア』（Jane Eyre）は、1996年のフランス・イタリア・イギリス・アメリカのドラマ映画。監督はフランコ・ゼフィレッリ、出演はシャルロット・ゲンズブールとウィリアム・ハートなど。シャーロット・ブロンテの同名小説を映画化。

## ストーリー
舞台は19世紀のイギリス。生後すぐに両親を失ったジェイン・エアは、叔父であるリードの屋敷で育ったが、リードの死後、その夫人と子供たちはジェインを激しく差別した。10歳になると、ジェインは慈善学校のローウッド学院に追いやられた。
19世紀の女性としては珍しいほど臆せず率直に発言するジェインは、厳格で古風な女学院でも反抗的だと虐げられた。親しくなったのは優しいテンプル先生と、同級生のヘレンだけだったが、ヘレンは結核で亡くなってしまった。冷酷な校長たちは、咳き込むヘレンを医者に見せようともしなかったのだ。
ローウッド学院で成長し、最後の2年間は教師として務めた後、ジェインは家庭教師の職を得て、離れがたいテンプル先生に別れを告げた。フランスから貴族のロチェスターに引き取られて来た、アデールという少女の教師として雇われたのだ。
ロチェスターとアデールが住むソーンフィールド邸は豪華だが寂しい館で、使用人も少なかった。館の中では、時折り不気味な笑い声が響き、不審火や、客のメイソンが何者かに刺されるなどの事件が続いた。事が起こるたびにジェインに助けられるロチェスター。やがて二人は身分を超えて惹かれあい、ロチェスターはジェインに結婚を申し込んだ。
純白の花嫁衣装で結婚式に臨むジェイン。だが、メイソンが異議を申し立て、式は中断された。妹のバーサこそがロチェスターの妻であると主張するメイソン。ロチェスターは父親に強制された政略結婚で、精神に異常のあるバーサを妻としていたのだ。バーサが今もソーンフィールド邸に幽閉されていることを知ったジェインは、花嫁衣装を脱ぎ、館を後にした。
牧師の一家であるリヴァース家に身を寄せたジェインは、自分が亡父の弟から莫大な遺産を相続したことを聞かされる。静かな新生活の中でもロチェスターを忘れられないジェインは、幻聴で彼の呼ぶ声を聞き、たまらずソーンフィールド邸に戻った、そこで初めて館の火事を知ったジェインは、失明して弱気になったロチェスターに変わらぬ愛を語り、館に残ることを誓うのだった。

## キャスト
※括弧内は日本語吹替
- ジェイン・エア: シャルロット・ゲンズブール（井上喜久子）
  - 少女時代: アンナ・パキン（井上喜久子）
- エドワード・ロチェスター: ウィリアム・ハート（池田勝）
- フェアファックス夫人: ジョーン・プロウライト（斉藤昌）
- アデール・ヴァランス: ジョセフィーヌ・セーレ（フランス語版）
- グレース・プール: ビリー・ホワイトロー
- ブランチ・イングラム: エル・マクファーソン
- バーサ: マリア・シュナイダー（麻見順子）
- ジョン・リヴァース: サミュエル・ウェスト（チョー）
- リチャード・メイソン: エドワード・デ・スーザ（英語版）（水野龍司）
- ブリッグス: ピーター・ウッドソープ（英語版）（岩田安生）
- ブロックルハースト: ジョン・ウッド（北村弘一）
- スカッチャード: ジェラルディン・チャップリン（定岡小百合）
- ミス・テンプル: アマンダ・ルート（英語版）
- ヘレン・バーンズ: リアン・ロウ（英語版）
- リード夫人: フィオナ・ショウ